# 中美製藥
中美兄弟製藥股份有限公司（英語：CHUNG MEI PHARMACEUTICAL CO., LTD.，簡稱中美製藥），是台灣的一間製藥公司，于1936年创立，目前為中美醫藥集團子公司。於大中華地區和東南亞地區銷售藥品和保健食品等產品。

## 外部連結
- 中美製藥 （页面存档备份，存于）
- 中美生技 （页面存档备份，存于）
- 興中美生技有限公司 （页面存档备份，存于）